# أمارلس أكرماني
أمارلس أكرماني (الاسم العلمي: Amaryllis ackermannii) هو نوع نباتي يتبع جنس الأمارلس من فصيلة النرجسية.